# Jean François Sacombe
Jean François Sacombe est un médecin accoucheur et écrivain français, né vers 1750-60 à Carcassonne et mort le 24 avril 1822 à Paris. Il est connu surtout pour sa Luciniade, poème en dix chants sur l'art des accouchemens, qui lui valut sa réputation de fou littéraire.

## Biographie

### Un adversaire de la césarienne
Se décrivant lui-même en 1815 comme « Médecin et Accoucheur de la Faculté de Médecine de Montpellier depuis 1780 ; ancien substitut du médecin du Roi, au Palais des Tuileries et au château de la Bastille ; ancien professeur de médecine et de chirurgie des accouchemens au Louvre, salle des Ducs et Pairs ; fondateur de l'école anti-caesarienne et du collège des accoucheurs, sous les auspices du gouvernement ; membre de la société des sciences, chevalier de l'ordre de Saint-Philippe », il publie une dizaine d'ouvrages pour la plupart consacrés à la lutte qu'il mènera sa vie durant contre la pratique de la césarienne, « monstre né de l'accouplement du crime avec l'ignorance ».

### Procès contre Baudelocque
C'est l'époque où la médecine commence à empiéter sur le savoir-faire traditionnel des sages-femmes et, ce faisant, suscite dogmes et querelles. Les chirurgiens-accoucheurs usent et abusent de la césarienne, dont l'issue est toujours mortelle. Lors d'un retentissant procès, Sacombe s'en prend aux autorités médicales en la personne de Jean-Louis Baudelocque, professeur d'obstétrique, qu'il accuse d'infanticide. Sacombe, qui s'était érigé en défenseur des sages-femmes, finira par perdre son procès et, par la même occasion, tout sens de la mesure.

### Auteur de laLuciniade
Dédiée à Bichat, la Luciniade, qui paraît pour la première fois en 1792, a pour projet d'exposer « dans la langue des dieux les principes fondamentaux de la science des accouchemens ». Au départ, une idée aussi simple que délirante : « Le poète durant son sommeil se croit transporté d'abord aux Champs Élysées, où il voit les ombres infortunées des femmes mortes sous le couteau Césarien ; ensuite il descend aux Enfers, séjour des accoucheurs Césariens, fléaux de l'humanité. » Au fil des années, l'entreprise devient un vaste programme où, dit-il, « j'ai mis à contribution l'histoire, la fable et la mythologie. J'ai même agrandi l'Olympe, pour y placer de nouveaux dieux ». Lors de sa quatrième et dernière édition en 1815, la Luciniade compte quelque 10 000 alexandrins.
Si les poèmes didactiques sont un genre respectable et fort répandu au siècle des Lumières, la Luciniade se distingue autant par sa longueur démesurée que par son caractère grotesque et obsessionnel. L'ouvrage n'en contient pas moins des observations dignes d'intérêt. Ainsi ce passage sur la couvade, phénomène auquel s'intéresseront deux siècles plus tard les ethnologues et les psychologues :
En Amérique, en Corse, et chez l'Ibérien,

En France même, encor chez le Vénarnien,

Au pays Navarrois, lorsqu'une femme accouche,

L'épouse sort du lit et le mari se couche ;

Et, quoiqu'il soit très sain et d'esprit et de corps,

Contre un mal qu'il n'a point, l'art unit ses efforts.

On le met au régime, et notre faux malade,

Soigné par l'accouchée, en son lit fait couvade :

On ferme avec grand soin portes, volets, rideaux ;

Immobile, on l'oblige à rester sur le dos,

Pour étouffer son lait, qui gêné dans sa course,

Pourrait en l'étouffant remonter vers sa source.

Un mari, dans sa couche, au médecin soumis,

Reçoit, en cet état, parents, voisins, amis,

Viennent l'exhorter à prendre patience.

Et font des vœux au ciel pour sa convalescence. 